# Écretteville-lès-Baons
 Écretteville-lès-Baons  es una población y comuna francesa, en la región de Alta Normandía, departamento de Sena Marítimo, en el distrito de Rouen y cantón de Yvetot.

## Demografía
| 350 | 354 | 381 | 376 | 398 | 420 |
| Para los censos de 1962 a 1999 la población legal corresponde a la población sin duplicidades (Fuente: INSEE [Consultar]) |     |     |     |     |     |